# Harry Friberg

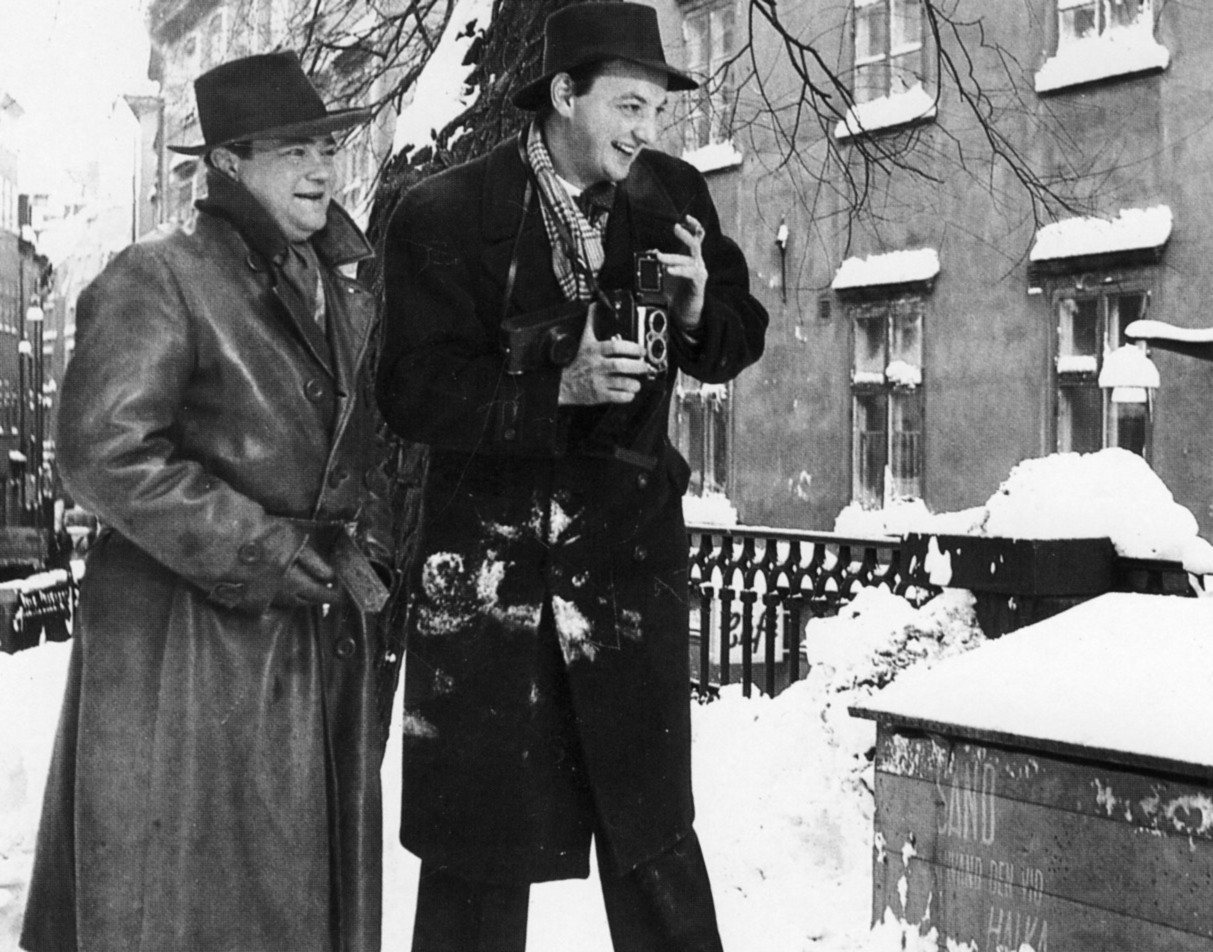
Författaren Stieg Trenter (till vänster) med sin romanfigur Harry Friberg (egentligen fotografen K. W. Gullers).

Harry Friberg är en litterär figur skapad av Stieg Trenter som huvudperson i hans långa svit med deckarromaner som utspelar sig i Stockholm med omnejd. Harry Friberg dök upp första gången i Stieg Trenters tredje roman, Farlig fåfänga från 1944. 
Efter Stieg Trenters död övertog Ulla Trenter författandet av böcker med Harry Friberg. Successivt har dock Fribergs roll minskat i Ulla Trenters deckare, och 1982 introducerade hon en ny huvudperson – författaren själv.
Friberg är i 30-årsåldern när sviten börjar och han driver ett med åren alltmer framgångsrikt fotograferingsföretag lokaliserat i det norra Kungstornet. Hans litterära parhäst är kriminalintendenten Vesper Johnson. Friberg är modellerad efter fotografen K.W. Gullers som var god vän med Trenter.
Harry Friberg var under Stieg Trenters penna en ungkarl. I den fjärde boken skriven av Ulla Trenter, 1971 års Gästen, gifter sig dock Friberg med Astrid Smith.
Romanerna Roparen, Färjkarlen och Sturemordet har adapterats till serieform av Jakob Nilsson.

### Skrivet av Stieg Trenter
- Farlig fåfänga (1944)
- I dag röd ... (1945) (dramatiserades för TV 1987)
- Lysande landning (1946) (dramatiserades för TV 1987)
- Tragiskt telegram (1947)
- Träff i helfigur (1948) (dramatiserades för TV 1987)
- Eld i håg (1949)
- Lek lilla Louise (1950)
- Ristat i sten (1952)
- Aldrig Näcken (1953)
- Roparen (1954)
- Tiga är silver (1955)
- Narr på nocken (1956) - boken belönades med Expressens utmärkelse Sherlock-priset
- Kalla handen (1957)
- Springaren (1958)
- Dockan till Samarkand (1959)
- Skuggan (1960)
- Färjkarlen (1961)
- Sturemordet (1962)
- Flickan som snavade på guldet och andra detektivberättelser (1962) (noveller, återutgiven 2000)
- Dvärgarna (1963)
- Guldgåsen (1964)
- Tolfte Knappen (1965)
- Sjöjungfrun (1966)
- Rosenkavaljeren (1967) (påbörjad av Stieg Trenter, färdigskriven av Ulla Trenter)